# 和才博美
和才 博美（わさい ひろみ、1946年8月25日 - ）は、日本の実業家。NTTコミュニケーションズ相談役・元代表取締役社長、日本電信電話元代表取締役副社長。

## 経歴
- 大分県出身
- 福岡県立修猷館高等学校、九州大学工学部電子工学科卒業[1][2]
- 1969年4月 - 日本電信電話公社（現・日本電信電話）入社
- 技術開発、マサチューセッツ工科大学(MIT)スローンスクール派遣（MBA取得）、ニューヨーク駐在、企画、人事業務等を経て
- 1999年1月 - 日本電信電話理事・持株会社移行本部第一部門担当部長就任
- 1999年7月 - 日本電信電話の持株会社化に伴い同社取締役就任
- 2002年6月 - 同社代表取締役副社長就任
- 2002年7月 - 同社代表取締役副社長ブロードバンド推進室長就任
- 2004年6月 - NTTコミュニケーションズ代表取締役副社長就任
- 2005年6月 - 同社代表取締役社長就任
- 2006年6月 - NTTレゾナント代表取締役社長兼任（2008年6月退任）
- 2010年6月 - NTTコミュニケーションズ取締役相談役就任
- 2012年6月 - 同社相談役就任
- 2014年3月 - 電気通信協会会長[3]
- 2021年2月 - 前島密賞受賞[4]
- 2025年4月 - 春の叙勲で旭日中綬章を受章[5][6]。